# 比丹纳加尔
比丹纳加尔（Bidhan Nagar），是印度西孟加拉邦North Twentyfour Parganas县的一个城镇。总人口167848（2001年）。

## 人口
该地2001年总人口167848人，其中男性85215人，女性82633人；0—6岁人口14821人，其中男7400人，女7421人；识字率77.51%，其中男性为80.86%，女性为74.06%。